# Port Republic
Port Republic – miasto w Stanach Zjednoczonych, w stanie New Jersey, w hrabstwie Atlantic.
W okolicach miasta miała miejsce bitwa w czasie wojny secesyjnej.